# Teja Belak
Teja Belak, född 22 april 1994, är en slovensk gymnast.
Belak tävlade för Slovenien vid olympiska sommarspelen 2016 i Rio de Janeiro. Hon tävlade i hopp, men blev utslagen i kvalet.